# كوبا في الألعاب البارالمبية الصيفية 2012
شاركت كوبا في الألعاب البارالمبية الصيفية لندن 2012, حيث اختتمت الدورة ب 17 ميدالية; 9 ذهبية، 5 فضية و3 برونزية. بهذه النتيجة إحتلت كوبا المرتبة ... في الدورة.

## وصلات خارجية
- الموقع الرسمي لندن 2012 نسخة محفوظة 28 فبراير 2013 at the UK Government Web Archive